# درة ساري (كرتشمبو الجنوبي)
درة ساري (بالفارسية: دره ساری) هي قرية تقع في إيران في قسم کرتشمبو الجنوبي الريفي. يقدر عدد سكانها بـ 94 نسمة بحسب إحصاء 2016.